# Pașeva, Demîdivka
Pașeva (în ucraineană Пашева) este un sat în comuna Beresteciko din raionul Demîdivka, regiunea Rivne, Ucraina.

## Demografie
Componența lingvistică a localității Pașeva
     Ucraineană (100%)
Conform recensământului din 2001, toată populația localității Pașeva era vorbitoare de ucraineană (100%).